# Riccardo di Clare, III conte di Hertford

Stemma della famiglia Clare, adottato attorno al 1200.

Richard de Clare, italianizzato in Riccardo di Clare, III conte di Hertford (Tornbridge, 1153 – Field Dalling, novembre 1217), è stato un nobile inglese.

## Biografia
Era il figlio primogenito di Ruggero di Clare, II conte di Hertford e di sua moglie Matilda de Saint-Hilaire. Nel 1173 il padre morì e Riccardo ereditò la contea di Hertford, divenendo uno dei più importanti feudatari inglesi.
Sostenitore dell'autonomia dei baroni, già poco dopo l'ascesa al potere venne sospettato di essere coinvolto nella rivolta del 1173-1174 contro Enrico II d'Inghilterra, ma si affrettò a dichiararsi fedele al re e a combattere contro Enrico il Giovane. Probabilmente a causa della sua ambiguità ebbe inizio una faida tra lui e la famiglia Bigod, a capo della rivolta anti-regia, che la portò a scontrarsi più volte con i Clare.
Era presente all'incoronazione di Riccardo I nel 1189, come a quella del suo successore Giovanni dieci anni più tardi. Fedele al Cuor di Leone, fu uno degli inviati incaricati di riscattare il re dalla sua prigionia presso Enrico VI di Svevia. Avversario di Giovanni Senzaterra, ebbe più volte le sue proprietà da lui revocate, e probabilmente come provocazione gli venne ordinato di divorziare dalla moglie per consanguineità; durante la prima guerra dei baroni si schierò quindi contro il re, e fu uno dei principali fautori delle trattative che portarono nel 1215 alla ratifica della Magna Carta.
Per il suo ruolo nella ribellione venne scomunicato da papa Innocenzo III, ma dopo la morte di Giovanni e l'ascesa di Enrico III si riconciliò con la Corona e gli vennero restituite tutte le terre. Riccardo di Clare morì a sua volta poco dopo, all'inizio del novembre 1217.

## Discendenza
Si sposò attorno al 1180 con Amice FitzWilliam, figlia del conte Guglielmo di Gloucester, divorziando da lei una ventina d'anni più tardi per ordine di Innocenzo III, probabilmente dietro richiesta di re Giovanni. Nonostante non fossero più legalmente marito e moglie Amice e Riccardo continuarono a convivere, e alla morte del marito fu la signora di Hertford ad occuparsi della sua sepoltura e della revoca della scomunica. I due ebbero sei figli:
- Gilberto di Clare (1180-1230), che oltre la contea di Hertford ereditò dalla madre anche il titolo di conte di Gloucester;
- Riccardo di Clare (1184-1228), ucciso a Londra nel 1228;
- Matilda di Clare, moglie di Guglielmo di Braose;
- Giovanna di Clare, moglie del principe gallese Rhys Gryg;
- Ruggero di Clare, morto di ritorno da una crociata;
- Enrico di Clare, fedele alla monarchia inglese.

## Ascendenza
|                                          |                         |                                        | Genitori                                  |  |  | Nonni |  |  | Bisnonni                                |  |  | Trisnonni                              |  |
|                                          |                         |                                        |                                           |  |  |       |  |  | Gilbert FitzRichard, II barone di Clare |  |  | Richard FitzGilbert, I barone di Clare |  |
|                                          |                         |                                        |                                           |  |  |       |  |  | Gilbert FitzRichard, II barone di Clare |  |  | Richard FitzGilbert, I barone di Clare |  |
|                                          |                         | Rose Giffard                           |                                           |  |  |       |  |  | Gilbert FitzRichard, II barone di Clare |  |  |                                        |  |
| Riccardo di Clare, I conte di Hertford   |                         |                                        |                                           |  |  |       |  |  | Gilbert FitzRichard, II barone di Clare |  |  |                                        |  |
|                                          |                         | Adeliza de Clermont                    | …                                         |  |  |       |  |  |                                         |  |  |                                        |  |
|                                          |                         | Adeliza de Clermont                    | …                                         |  |  |       |  |  |                                         |  |  |                                        |  |
|                                          |                         | Adeliza de Clermont                    | …                                         |  |  |       |  |  |                                         |  |  |                                        |  |
| Ruggero di Clare, II conte di Hertford   |                         | Adeliza de Clermont                    |                                           |  |  |       |  |  |                                         |  |  |                                        |  |
|                                          |                         | Ranulph de Gernon, IV conte di Chester | Ranulph il Meschino, III conte di Chester |  |  |       |  |  |                                         |  |  |                                        |  |
|                                          |                         | Ranulph de Gernon, IV conte di Chester | Ranulph il Meschino, III conte di Chester |  |  |       |  |  |                                         |  |  |                                        |  |
|                                          |                         | Ranulph de Gernon, IV conte di Chester | Lucy Bolingbroke                          |  |  |       |  |  |                                         |  |  |                                        |  |
| Alice de Gernon                          |                         | Ranulph de Gernon, IV conte di Chester |                                           |  |  |       |  |  |                                         |  |  |                                        |  |
|                                          |                         | Maud di Gloucester                     | Robert di Gloucester                      |  |  |       |  |  |                                         |  |  |                                        |  |
|                                          |                         | Maud di Gloucester                     | Robert di Gloucester                      |  |  |       |  |  |                                         |  |  |                                        |  |
|                                          |                         | Maud di Gloucester                     | Mabel Fitzhamon                           |  |  |       |  |  |                                         |  |  |                                        |  |
| Riccardo di Clare, III conte di Hertford |                         | Maud di Gloucester                     |                                           |  |  |       |  |  |                                         |  |  |                                        |  |
|                                          | Asculf de Saint-Hilaire | …                                      |                                           |  |  |       |  |  |                                         |  |  |                                        |  |
|                                          | Asculf de Saint-Hilaire | …                                      |                                           |  |  |       |  |  |                                         |  |  |                                        |  |
|                                          | Asculf de Saint-Hilaire | …                                      |                                           |  |  |       |  |  |                                         |  |  |                                        |  |
| James de Saint-Hilaire                   | Asculf de Saint-Hilaire |                                        |                                           |  |  |       |  |  |                                         |  |  |                                        |  |
|                                          |                         | Matilda de Saint-Hilaire               | …                                         |  |  |       |  |  |                                         |  |  |                                        |  |
|                                          |                         | Matilda de Saint-Hilaire               | …                                         |  |  |       |  |  |                                         |  |  |                                        |  |
|                                          |                         | Matilda de Saint-Hilaire               | …                                         |  |  |       |  |  |                                         |  |  |                                        |  |
| Matilda de Saint-Hilaire                 |                         | Matilda de Saint-Hilaire               |                                           |  |  |       |  |  |                                         |  |  |                                        |  |
|                                          |                         | …                                      | …                                         |  |  |       |  |  |                                         |  |  |                                        |  |
|                                          |                         | …                                      | …                                         |  |  |       |  |  |                                         |  |  |                                        |  |
|                                          |                         | …                                      | …                                         |  |  |       |  |  |                                         |  |  |                                        |  |
| …                                        |                         | …                                      |                                           |  |  |       |  |  |                                         |  |  |                                        |  |
|                                          |                         | …                                      | …                                         |  |  |       |  |  |                                         |  |  |                                        |  |
|                                          |                         | …                                      | …                                         |  |  |       |  |  |                                         |  |  |                                        |  |
|                                          |                         | …                                      | …                                         |  |  |       |  |  |                                         |  |  |                                        |  |
|                                          |                         | …                                      |                                           |  |  |       |  |  |                                         |  |  |                                        |  |